# Spodoptera exigua
La gardama, rosquilla verde, o gusano soldado (Spodoptera exigua) es una de las plagas agrícolas de insectos mejor conocidas. También es conocida como oruga de la esparraguera (africana). Es originaria de Asia, pero se ha expandido mundialmente y ahora se encuentra casi en cualquier lugar donde se cultive su hospedador. Sus voraces larvas son las principales culpables. Son gusanos cortadores de color verde y marrón, con franjas longitudinales oscuras en el costado. El adulto es una polilla de un color pardo o gris de 2 a 3 cm de envergadura.
La larva se alimenta del follaje de las plantas y puede comer completamente a las pequeñas. Las larvas más pequeñas devoran el parénquima de las hojas, de manera que todo lo que queda es una fina epidermis y venas. Las larvas más grandes tienden a abrir agujeros a través de áreas más gruesas de las plantas. Por ejemplo, hacen un agujero directo al corazón de una lechuga en vez de comer el tejido de una hoja en particular, lo cual convierte al producto en no apto para el comercio. Atacan brotes y capullos, impidiendo la floración, la aparición de nuevas hojas y el desarrollo de las plantas. En su deambular, las larvas más pequeñas dejan un rastro de seda, enredando las hojas con una película plateada.
El amplio rango de hospedadores de la gardama incluye espárrago, judías y guisantes, remolacha azucarera y de mesa, apio, coles, lechuga, patata, tomate, algodón, cereales, oleaginosas, tabaco, muchas plantas ornamentales y multitud de especies herbáceas.  La gardama no tolera el frío. Puede invernar en áreas cálidas, como Florida y Hawái, pero en áreas más frías muere durante el inverno y la región es reinvadida por la polilla adulta cuando el tiempo vuelve a ser cálido y germinan las plantas.

## Control
Se usan trampas de feromonas además de juntar las larvas y adultos manualmente. Los parasitoides como Chelonus insularis, Cotesia marginiventris, Meteorus autographae, Lespesia archippivora depositan huevos en las larvas y se alimentan de ellas. Depredadores como Orius sp., Geocoris sp., Podisus maculiventris también son medidas de control efectivas. Las pupas pueden ser eliminadas por la hormiga introducida Solenopsis invicta.
Además de los controles biológicos se usan plaguicidas en muchos casos. Las larvas son susceptibles a productos de neem. Los huevos pueden ser destruídos por aceite de petróleo. El aceite de semillas de algodón también puede dar buenos resultados.

## Galería de imágenes

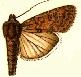
Ilustración
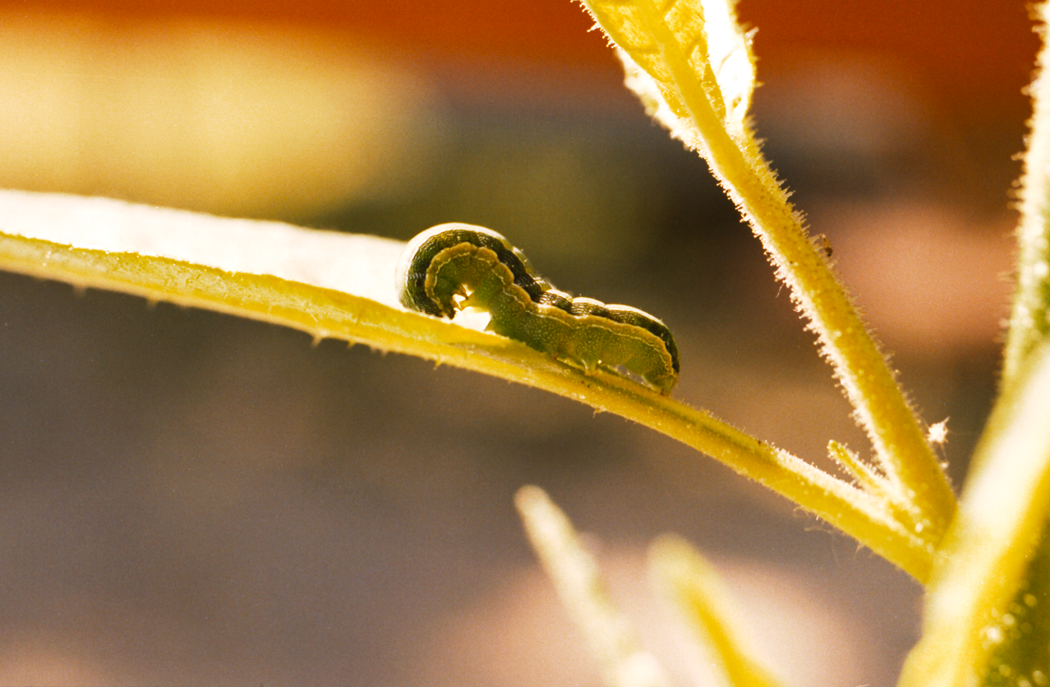
Larva